# I morgen spiser vi hos mig
I morgen spiser vi hos mig er en dansk animationsfilm fra 2010 instrueret af Anders Berthelsen.

## Handling
Denne artikel mangler et handlingsreferat. Hjælp os med at skrive det.

## Medvirkende
- Lea Harder, Pige
- Rune T. Kidde, Stemme